# 1448
Portal Geschichte | Portal Biografien | Aktuelle Ereignisse | Jahreskalender | Tagesartikel

◄ |
14. Jahrhundert |
15. Jahrhundert
| 16. Jahrhundert | ►

◄ |
1410er |
1420er |
1430er |
1440er
| 1450er | 1460er | 1470er | ►

◄◄ |
◄ |
1444 |
1445 |
1446 |
1447 |
1448
| 1449 | 1450 | 1451 | 1452 | ► | ►►
Staatsoberhäupter  · Nekrolog
| Januar | Januar | Januar | Januar | Januar | Januar | Januar | Januar |
| Kw     | Mo     | Di     | Mi     | Do     | Fr     | Sa     | So     |
| ------ | ------ | ------ | ------ | ------ | ------ | ------ | ------ |
| 1      | 1      | 2      | 3      | 4      | 5      | 6      | 7      |
| 2      | 8      | 9      | 10     | 11     | 12     | 13     | 14     |
| 3      | 15     | 16     | 17     | 18     | 19     | 20     | 21     |
| 4      | 22     | 23     | 24     | 25     | 26     | 27     | 28     |
| 5      | 29     | 30     | 31     |        |        |        |        |

| Februar | Februar | Februar | Februar | Februar | Februar | Februar | Februar |
| Kw      | Mo      | Di      | Mi      | Do      | Fr      | Sa      | So      |
| ------- | ------- | ------- | ------- | ------- | ------- | ------- | ------- |
| 5       |         |         |         | 1       | 2       | 3       | 4       |
| 6       | 5       | 6       | 7       | 8       | 9       | 10      | 11      |
| 7       | 12      | 13      | 14      | 15      | 16      | 17      | 18      |
| 8       | 19      | 20      | 21      | 22      | 23      | 24      | 25      |
| 9       | 26      | 27      | 28      | 29      |         |         |         |

| März | März | März | März | März | März | März | März |
| Kw   | Mo   | Di   | Mi   | Do   | Fr   | Sa   | So   |
| ---- | ---- | ---- | ---- | ---- | ---- | ---- | ---- |
| 9    |      |      |      |      | 1    | 2    | 3    |
| 10   | 4    | 5    | 6    | 7    | 8    | 9    | 10   |
| 11   | 11   | 12   | 13   | 14   | 15   | 16   | 17   |
| 12   | 18   | 19   | 20   | 21   | 22   | 23   | 24   |
| 13   | 25   | 26   | 27   | 28   | 29   | 30   | 31   |

| April | April | April | April | April | April | April | April |
| Kw    | Mo    | Di    | Mi    | Do    | Fr    | Sa    | So    |
| ----- | ----- | ----- | ----- | ----- | ----- | ----- | ----- |
| 14    | 1     | 2     | 3     | 4     | 5     | 6     | 7     |
| 15    | 8     | 9     | 10    | 11    | 12    | 13    | 14    |
| 16    | 15    | 16    | 17    | 18    | 19    | 20    | 21    |
| 17    | 22    | 23    | 24    | 25    | 26    | 27    | 28    |
| 18    | 29    | 30    |       |       |       |       |       |

| Mai | Mai | Mai | Mai | Mai | Mai | Mai | Mai |
| Kw  | Mo  | Di  | Mi  | Do  | Fr  | Sa  | So  |
| --- | --- | --- | --- | --- | --- | --- | --- |
| 18  |     |     | 1   | 2   | 3   | 4   | 5   |
| 19  | 6   | 7   | 8   | 9   | 10  | 11  | 12  |
| 20  | 13  | 14  | 15  | 16  | 17  | 18  | 19  |
| 21  | 20  | 21  | 22  | 23  | 24  | 25  | 26  |
| 22  | 27  | 28  | 29  | 30  | 31  |     |     |

| Juni | Juni | Juni | Juni | Juni | Juni | Juni | Juni |
| Kw   | Mo   | Di   | Mi   | Do   | Fr   | Sa   | So   |
| ---- | ---- | ---- | ---- | ---- | ---- | ---- | ---- |
| 22   |      |      |      |      |      | 1    | 2    |
| 23   | 3    | 4    | 5    | 6    | 7    | 8    | 9    |
| 24   | 10   | 11   | 12   | 13   | 14   | 15   | 16   |
| 25   | 17   | 18   | 19   | 20   | 21   | 22   | 23   |
| 26   | 24   | 25   | 26   | 27   | 28   | 29   | 30   |

| Juli | Juli | Juli | Juli | Juli | Juli | Juli | Juli |
| Kw   | Mo   | Di   | Mi   | Do   | Fr   | Sa   | So   |
| ---- | ---- | ---- | ---- | ---- | ---- | ---- | ---- |
| 27   | 1    | 2    | 3    | 4    | 5    | 6    | 7    |
| 28   | 8    | 9    | 10   | 11   | 12   | 13   | 14   |
| 29   | 15   | 16   | 17   | 18   | 19   | 20   | 21   |
| 30   | 22   | 23   | 24   | 25   | 26   | 27   | 28   |
| 31   | 29   | 30   | 31   |      |      |      |      |

| August | August | August | August | August | August | August | August |
| Kw     | Mo     | Di     | Mi     | Do     | Fr     | Sa     | So     |
| ------ | ------ | ------ | ------ | ------ | ------ | ------ | ------ |
| 31     |        |        |        | 1      | 2      | 3      | 4      |
| 32     | 5      | 6      | 7      | 8      | 9      | 10     | 11     |
| 33     | 12     | 13     | 14     | 15     | 16     | 17     | 18     |
| 34     | 19     | 20     | 21     | 22     | 23     | 24     | 25     |
| 35     | 26     | 27     | 28     | 29     | 30     | 31     |        |

| September | September | September | September | September | September | September | September |
| Kw        | Mo        | Di        | Mi        | Do        | Fr        | Sa        | So        |
| --------- | --------- | --------- | --------- | --------- | --------- | --------- | --------- |
| 35        |           |           |           |           |           |           | 1         |
| 36        | 2         | 3         | 4         | 5         | 6         | 7         | 8         |
| 37        | 9         | 10        | 11        | 12        | 13        | 14        | 15        |
| 38        | 16        | 17        | 18        | 19        | 20        | 21        | 22        |
| 39        | 23        | 24        | 25        | 26        | 27        | 28        | 29        |
| 40        | 30        |           |           |           |           |           |           |

| Oktober | Oktober | Oktober | Oktober | Oktober | Oktober | Oktober | Oktober |
| Kw      | Mo      | Di      | Mi      | Do      | Fr      | Sa      | So      |
| ------- | ------- | ------- | ------- | ------- | ------- | ------- | ------- |
| 40      |         | 1       | 2       | 3       | 4       | 5       | 6       |
| 41      | 7       | 8       | 9       | 10      | 11      | 12      | 13      |
| 42      | 14      | 15      | 16      | 17      | 18      | 19      | 20      |
| 43      | 21      | 22      | 23      | 24      | 25      | 26      | 27      |
| 44      | 28      | 29      | 30      | 31      |         |         |         |

| November | November | November | November | November | November | November | November |
| Kw       | Mo       | Di       | Mi       | Do       | Fr       | Sa       | So       |
| -------- | -------- | -------- | -------- | -------- | -------- | -------- | -------- |
| 44       |          |          |          |          | 1        | 2        | 3        |
| 45       | 4        | 5        | 6        | 7        | 8        | 9        | 10       |
| 46       | 11       | 12       | 13       | 14       | 15       | 16       | 17       |
| 47       | 18       | 19       | 20       | 21       | 22       | 23       | 24       |
| 48       | 25       | 26       | 27       | 28       | 29       | 30       |          |

| Dezember | Dezember | Dezember | Dezember | Dezember | Dezember | Dezember | Dezember |
| Kw       | Mo       | Di       | Mi       | Do       | Fr       | Sa       | So       |
| -------- | -------- | -------- | -------- | -------- | -------- | -------- | -------- |
| 48       |          |          |          |          |          |          | 1        |
| 49       | 2        | 3        | 4        | 5        | 6        | 7        | 8        |
| 50       | 9        | 10       | 11       | 12       | 13       | 14       | 15       |
| 51       | 16       | 17       | 18       | 19       | 20       | 21       | 22       |
| 52       | 23       | 24       | 25       | 26       | 27       | 28       | 29       |
| 1        | 30       | 31       |          |          |          |          |          |

| Januar | Januar | Januar | Januar | Januar | Januar | Januar | Januar |
| Kw     | Mo     | Di     | Mi     | Do     | Fr     | Sa     | So     |
| ------ | ------ | ------ | ------ | ------ | ------ | ------ | ------ |
| 1      | 1      | 2      | 3      | 4      | 5      | 6      | 7      |
| 2      | 8      | 9      | 10     | 11     | 12     | 13     | 14     |
| 3      | 15     | 16     | 17     | 18     | 19     | 20     | 21     |
| 4      | 22     | 23     | 24     | 25     | 26     | 27     | 28     |
| 5      | 29     | 30     | 31     |        |        |        |        |

| Februar | Februar | Februar | Februar | Februar | Februar | Februar | Februar |
| Kw      | Mo      | Di      | Mi      | Do      | Fr      | Sa      | So      |
| ------- | ------- | ------- | ------- | ------- | ------- | ------- | ------- |
| 5       |         |         |         | 1       | 2       | 3       | 4       |
| 6       | 5       | 6       | 7       | 8       | 9       | 10      | 11      |
| 7       | 12      | 13      | 14      | 15      | 16      | 17      | 18      |
| 8       | 19      | 20      | 21      | 22      | 23      | 24      | 25      |
| 9       | 26      | 27      | 28      | 29      |         |         |         |

| März | März | März | März | März | März | März | März |
| Kw   | Mo   | Di   | Mi   | Do   | Fr   | Sa   | So   |
| ---- | ---- | ---- | ---- | ---- | ---- | ---- | ---- |
| 9    |      |      |      |      | 1    | 2    | 3    |
| 10   | 4    | 5    | 6    | 7    | 8    | 9    | 10   |
| 11   | 11   | 12   | 13   | 14   | 15   | 16   | 17   |
| 12   | 18   | 19   | 20   | 21   | 22   | 23   | 24   |
| 13   | 25   | 26   | 27   | 28   | 29   | 30   | 31   |

| April | April | April | April | April | April | April | April |
| Kw    | Mo    | Di    | Mi    | Do    | Fr    | Sa    | So    |
| ----- | ----- | ----- | ----- | ----- | ----- | ----- | ----- |
| 14    | 1     | 2     | 3     | 4     | 5     | 6     | 7     |
| 15    | 8     | 9     | 10    | 11    | 12    | 13    | 14    |
| 16    | 15    | 16    | 17    | 18    | 19    | 20    | 21    |
| 17    | 22    | 23    | 24    | 25    | 26    | 27    | 28    |
| 18    | 29    | 30    |       |       |       |       |       |

| Mai | Mai | Mai | Mai | Mai | Mai | Mai | Mai |
| Kw  | Mo  | Di  | Mi  | Do  | Fr  | Sa  | So  |
| --- | --- | --- | --- | --- | --- | --- | --- |
| 18  |     |     | 1   | 2   | 3   | 4   | 5   |
| 19  | 6   | 7   | 8   | 9   | 10  | 11  | 12  |
| 20  | 13  | 14  | 15  | 16  | 17  | 18  | 19  |
| 21  | 20  | 21  | 22  | 23  | 24  | 25  | 26  |
| 22  | 27  | 28  | 29  | 30  | 31  |     |     |

| Juni | Juni | Juni | Juni | Juni | Juni | Juni | Juni |
| Kw   | Mo   | Di   | Mi   | Do   | Fr   | Sa   | So   |
| ---- | ---- | ---- | ---- | ---- | ---- | ---- | ---- |
| 22   |      |      |      |      |      | 1    | 2    |
| 23   | 3    | 4    | 5    | 6    | 7    | 8    | 9    |
| 24   | 10   | 11   | 12   | 13   | 14   | 15   | 16   |
| 25   | 17   | 18   | 19   | 20   | 21   | 22   | 23   |
| 26   | 24   | 25   | 26   | 27   | 28   | 29   | 30   |

| Juli | Juli | Juli | Juli | Juli | Juli | Juli | Juli |
| Kw   | Mo   | Di   | Mi   | Do   | Fr   | Sa   | So   |
| ---- | ---- | ---- | ---- | ---- | ---- | ---- | ---- |
| 27   | 1    | 2    | 3    | 4    | 5    | 6    | 7    |
| 28   | 8    | 9    | 10   | 11   | 12   | 13   | 14   |
| 29   | 15   | 16   | 17   | 18   | 19   | 20   | 21   |
| 30   | 22   | 23   | 24   | 25   | 26   | 27   | 28   |
| 31   | 29   | 30   | 31   |      |      |      |      |

| August | August | August | August | August | August | August | August |
| Kw     | Mo     | Di     | Mi     | Do     | Fr     | Sa     | So     |
| ------ | ------ | ------ | ------ | ------ | ------ | ------ | ------ |
| 31     |        |        |        | 1      | 2      | 3      | 4      |
| 32     | 5      | 6      | 7      | 8      | 9      | 10     | 11     |
| 33     | 12     | 13     | 14     | 15     | 16     | 17     | 18     |
| 34     | 19     | 20     | 21     | 22     | 23     | 24     | 25     |
| 35     | 26     | 27     | 28     | 29     | 30     | 31     |        |

| September | September | September | September | September | September | September | September |
| Kw        | Mo        | Di        | Mi        | Do        | Fr        | Sa        | So        |
| --------- | --------- | --------- | --------- | --------- | --------- | --------- | --------- |
| 35        |           |           |           |           |           |           | 1         |
| 36        | 2         | 3         | 4         | 5         | 6         | 7         | 8         |
| 37        | 9         | 10        | 11        | 12        | 13        | 14        | 15        |
| 38        | 16        | 17        | 18        | 19        | 20        | 21        | 22        |
| 39        | 23        | 24        | 25        | 26        | 27        | 28        | 29        |
| 40        | 30        |           |           |           |           |           |           |

| Oktober | Oktober | Oktober | Oktober | Oktober | Oktober | Oktober | Oktober |
| Kw      | Mo      | Di      | Mi      | Do      | Fr      | Sa      | So      |
| ------- | ------- | ------- | ------- | ------- | ------- | ------- | ------- |
| 40      |         | 1       | 2       | 3       | 4       | 5       | 6       |
| 41      | 7       | 8       | 9       | 10      | 11      | 12      | 13      |
| 42      | 14      | 15      | 16      | 17      | 18      | 19      | 20      |
| 43      | 21      | 22      | 23      | 24      | 25      | 26      | 27      |
| 44      | 28      | 29      | 30      | 31      |         |         |         |

| November | November | November | November | November | November | November | November |
| Kw       | Mo       | Di       | Mi       | Do       | Fr       | Sa       | So       |
| -------- | -------- | -------- | -------- | -------- | -------- | -------- | -------- |
| 44       |          |          |          |          | 1        | 2        | 3        |
| 45       | 4        | 5        | 6        | 7        | 8        | 9        | 10       |
| 46       | 11       | 12       | 13       | 14       | 15       | 16       | 17       |
| 47       | 18       | 19       | 20       | 21       | 22       | 23       | 24       |
| 48       | 25       | 26       | 27       | 28       | 29       | 30       |          |

| Dezember | Dezember | Dezember | Dezember | Dezember | Dezember | Dezember | Dezember |
| Kw       | Mo       | Di       | Mi       | Do       | Fr       | Sa       | So       |
| -------- | -------- | -------- | -------- | -------- | -------- | -------- | -------- |
| 48       |          |          |          |          |          |          | 1        |
| 49       | 2        | 3        | 4        | 5        | 6        | 7        | 8        |
| 50       | 9        | 10       | 11       | 12       | 13       | 14       | 15       |
| 51       | 16       | 17       | 18       | 19       | 20       | 21       | 22       |
| 52       | 23       | 24       | 25       | 26       | 27       | 28       | 29       |
| 1        | 30       | 31       |          |          |          |          |          |

## Ereignisse

### Politik und Weltgeschehen

#### Skandinavien
- 5. Januar: Nach dem Tod Christophs III. kommt es zur Spaltung in der Kalmarer Union: In Schweden, wo die Machtpolitik Dänemarks zunehmend auf Widerstand stößt, wird der Reichsverweser Karl Knutson Bonde am 20. Juni in Übereinstimmung mit Norwegen zum König gewählt. Dänemark wählt am 1. September in Einvernehmen mit der Hanse und den wendischen Städten den deutschen Christian I. aus dem Haus Oldenburg zum König.

#### Heiliges Römisches Reich
- 16. Juli: Schweizer Habsburgerkriege: Der Frieden von Murten am Ende des Freiburgkriegs bürdet der Schweizer Stadt Freiburg eine hohe Entschädigung an das Herzogtum Savoyen auf.

#### Balkan
- Februar: Petru III., der das Fürstentum Moldau bislang gemeinsam mit seinem Neffen Roman II. regiert hat, heiratet die Schwester des ungarischen Regenten Johann Hunyadi. Dadurch wächst seine Macht so weit, dass er sich in der Lage sieht, Roman zu entthronen und in der Folge alleine zu regieren. Roman flieht nach Krakau an den Hof der Familie seiner Mutter.
- 17. bis 20. Oktober: Die zweite Schlacht auf dem Amselfeld endet mit einer vernichtenden Niederlage des ungarisch geführten Kreuzfahrerheeres unter Johann Hunyadi gegen die Osmanen unter Sultan Murat II. Der serbische Despot Đurađ Branković, der sich geweigert hat, gegen die Osmanen zu kämpfen, und dessen Länder Hunyadi deshalb auf dem Weg zum Amselfeld plündern hat lassen, nimmt den ungarischen Heerführer auf seinem Rückzug gefangen und nimmt ihm die Verpflichtung zur Schadenersatzzahlung ab. Serbien steht von nun an unter alleiniger Oberhoheit des Osmanischen Reichs.

#### Byzantinisches Reich und Romania
- 30. September: Nach dem Tod von Carlo II. Tocco wird sein Sohn Leonardo III. Tocco Pfalzgraf von Kefalonia und Despot von Epirus. Da Leonardo III. noch zu jung ist, um allein zu regieren, hat sein Vater vor seinem Tod einen Regentschaftsrat, bestehend aus vier Gouverneuren, zusammengestellt, welcher im Namen Leonardos die Regierungsgeschäfte ausübt. Dieser Regentschaftsrat akzeptiert sofort nach dem Tod des Vaters die Suzeränität (Oberherrschaft) der Republik Venedig, um so einer osmanischen Eroberung zu entgehen.
- 31. Oktober: Der byzantinische Kaiser Johannes VIII. aus der Familie der Palaiologen, stirbt kinderlos. Sein Bruder Konstantin XI., bislang Despot der byzantinischen Provinz Morea, wird noch auf dem Peloponnes zu seinem Nachfolger gekrönt.

#### Asien
- Borommaracha II., König des siamesischen Reiches von Ayutthaya, fällt auf einem Feldzug gegen Chiang Mai, die Hauptstadt des nordthailändischen Fürstentums Lan Na. Nachfolger wird sein Sohn Prinz Ramesuan, der zu diesem Zweck von Phitsanulok nach Ayutthaya zurückkehrt und den Thronnamen Borommatrailokanat annimmt. Danach führt er den Krieg seines Vaters fort.

### Wissenschaft und Technik
- In Konstanz fertigt Andreas Walsperger, ein um das Jahr 1415 geborener ehemaliger Benediktinermönch, eine Weltkarte an.

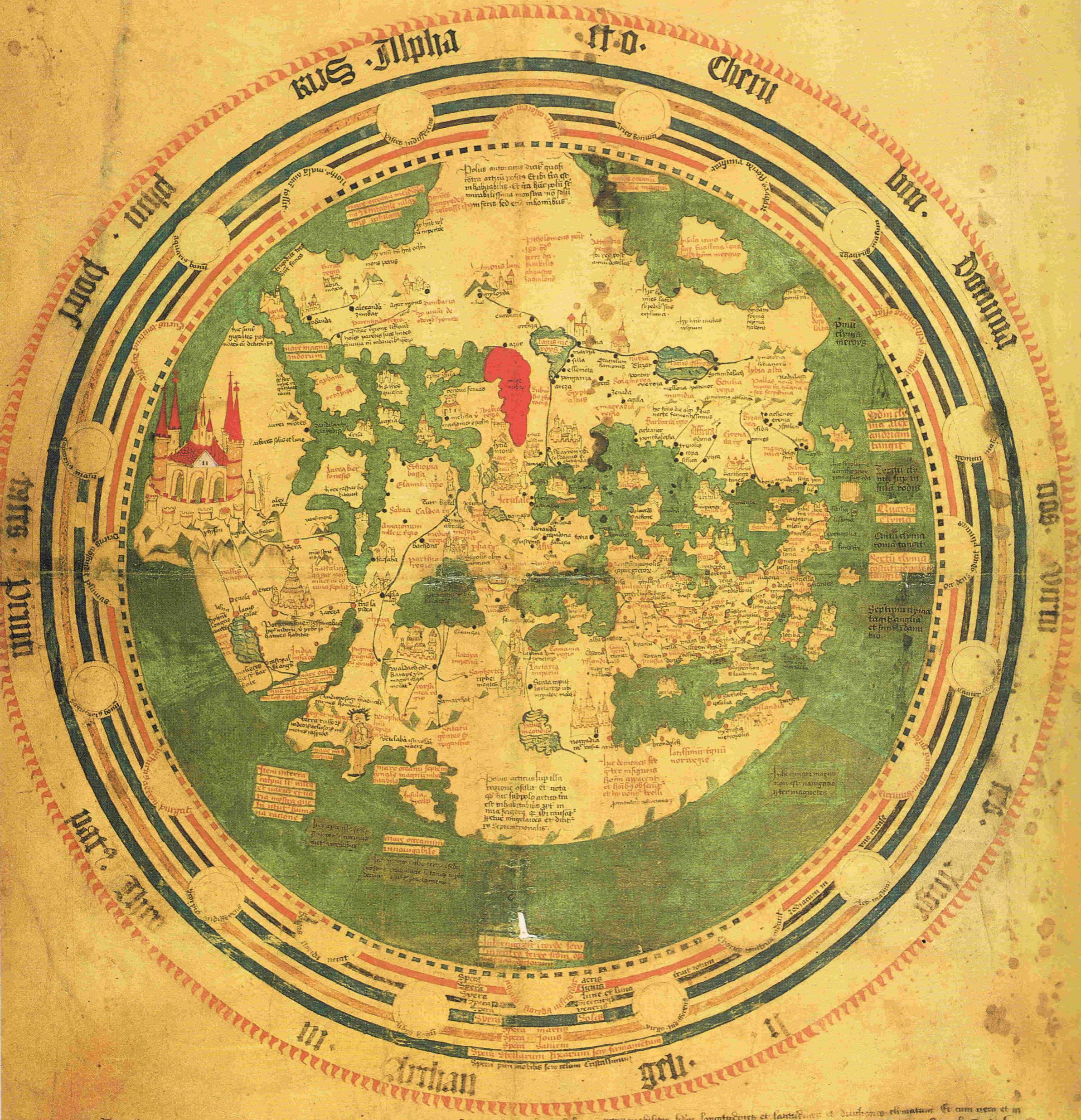
Weltkarte des Andreas Walsperger

### Religion
- 17. Februar: Mit dem Wiener Konkordat gewährt die Kirche den Landesfürsten zahlreiche Privilegien, was die Entstehung der Landeskirchen begründet. Das Konkordat wird zwischen Papst Nikolaus V. und König Friedrich III. vereinbart.
- 15. Dezember: Bischof Iona von Rjasan wird ohne voriges Einverständnis des Patriarchen von Konstantinopel von der Synode der russischen Bischöfe zum „Metropoliten von Kiew und ganz Russland“ gewählt, damit kommt es zur faktischen Trennung von der byzantinischen Mutterkirche (Autokephalie)

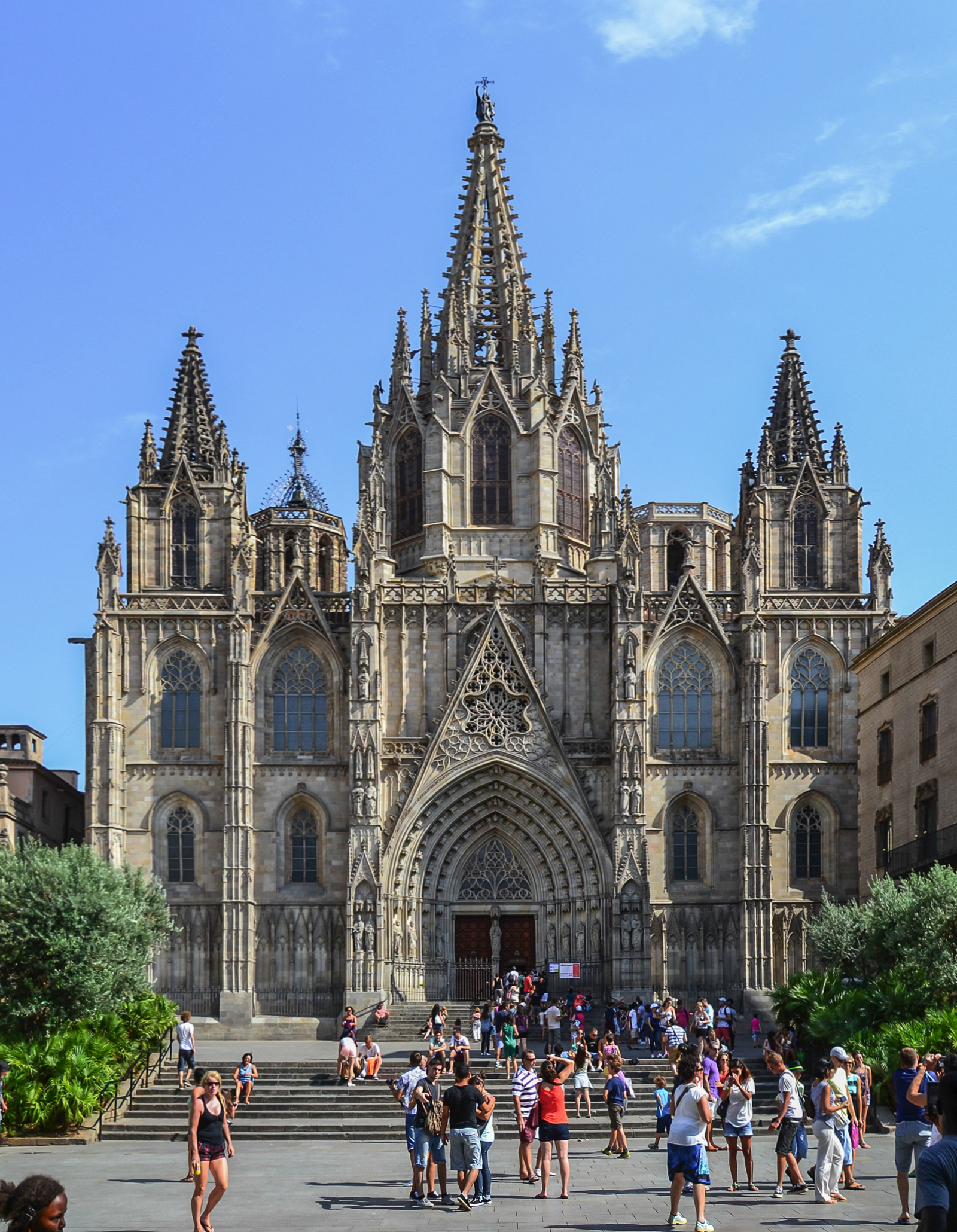
La Catedral de la Santa Creu i Santa Eulàlia in Barcelona

- Die Kathedrale von Barcelona wird nach 150 Jahren Bauzeit fertiggestellt.

## Geboren

### Geburtsdatum gesichert
- 01. Januar: Albert Krantz, deutscher Historiker († 1517)
- 14. Juli: Philipp, Kurfürst von der Pfalz († 1508)
- 11. August: Bernardo Rucellai, Florentiner Gelehrter († 1514)
- 07. September: Heinrich von Württemberg, Graf von Württemberg-Mömpelgard († 1519)
- 04. November: Alfons II., König von Neapel († 1495)
- 12. Dezember: John Talbot, englischer Adeliger († 1473)

### Genaues Geburtsdatum unbekannt
- Ba’eda Mariam, Negus von Äthiopien († 1478)
- Louis de Chalon-Châtel-Guyon, burgundischer Adeliger († 1476)
- Gamareth Fronauer, österreichischer Söldnerführer und Raubritter († 1498)
- Bernhard von Gemmingen, deutscher Adeliger († 1518)
- Ibn Iyas, Geschichtsschreiber und wichtiger Zeitzeuge der letzten Jahre der Mamluken-Herrschaft in Ägypten († nach 1522)
- Nikolaus I., Herzog von Lothringen, Bar und Kalabrien († 1473)
- Sōchō, japanischer Schriftsteller († 1532)

### Geboren um 1448
- Sofia Palaiologa, byzantinische Prinzessin und russische Großfürstin († 1503)

## Gestorben

### Todesdatum gesichert
- 05. Januar: Christoph III., König von Dänemark, Schweden und Norwegen (* 1416)
- 16. Januar: Johan II. van Montfoort, 7. Burggraf von Montfoort, Vrijheer von Polsbroek, Herr von Purmerend und Purmerland sowie Statthalter von Holland und Seeland (* 1382)
- 18. Januar: Konrad IX., Herr von Weinsberg, Reichserbkämmerer im Dienste von König (später Kaiser) Sigismund und König Albrecht II. (* um 1370)
- 20. Februar: Johannes Bonrade, Lübecker Jurist, Hochschullehrer und Domdekan
- 18. März: Catherine Quicquat, Opfer eines Inquisitionsverfahren wegen Hexerei im Herzogtum Savoyen
- 05. April: Henning Scharpenberg, Erzbischof von Riga
- 14. April: Laurentius von Ratibor, schlesischer Mathematiker und Astronom sowie Theologe, Rektor an der Universität Krakau (* 1381)
- 25. Mai: Danuta Anna, litauische Fürstin (* um 1358)
- 02. Juli: Roman II., Fürst des Fürstentums Moldau (* um 1426)
- 11. Juli: Friedrich IV., Graf von Saarwerden, Statthalter im Herzogtum Luxemburg und der Grafschaft Chiny und Graf von Moers (* um 1380)
- 23. September: Adolf II., erster Herzog von Kleve und Graf von der Mark (* 1373)
- 30. September: Carlo II. Tocco, Pfalzgraf von Kefalonia und Despot von Epirus

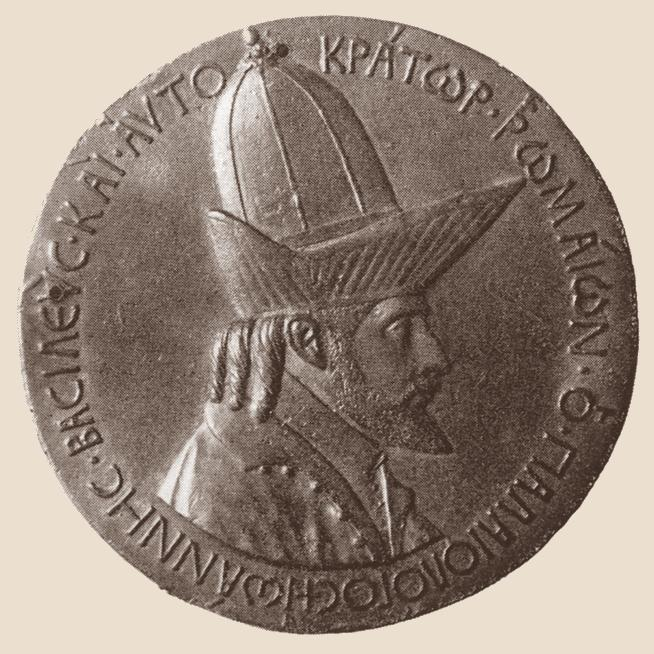
Johannes VIII. Palaiologos

- 31. Oktober: Johannes VIII., Kaiser von Byzanz (* 1392)
- 20. Dezember: Jan z Příbrami, böhmischer Priester, Theologe der Hussiten und Schriftsteller (* um 1387)

### Genaues Todesdatum unbekannt
- Borommaracha II., König des siamesischen Reiches von Ayutthaya (* 1389)
- Wilhelm Sartor, Abt des Klosters Ursberg (* unbekannt)
- Theodor II., byzantinischer Despot von Morea (* um 1396)